# Jean-Marie Brochu
Pour les articles homonymes, voir Brochu.
Jean-Marie Brochu, né à Québec le 9 mai 1926 et mort le 22 août 2020 à Saint-Anselme est un prêtre du diocèse de Québec, créateur de l'émission radiophonique « Monsieur le Bonheur » et fondateur du « Noël du Bonheur ». 

## Biographie
Il nait à Québec, l'aîné d'une famille de 5 enfants nés de Raoul Brochu, professeur, et de Yvonne Cormier, couturière. Il étudie à l'Externat Saint-Jean-Eudes et au Collège de Sainte-Anne-de-la-Pocatière, où il obtient son baccalauréat. Il entre alors à la Faculté de théologie de l'Université Laval et au Grand Séminaire de Québec et est ordonné prêtre en 1952. Il est peu après nommé secrétaire à l'archevêché de Québec et notaire à la Chancellerie du diocèse. D'abord attaché à l'évêque auxiliaire Charles-Omer Garant, il devient par la suite secrétaire de l'archevêque Maurice Roy qu'il accompagne plusieurs fois dans ses voyages à l'étranger,. Il occupe également la fonction de cérémoniaire du diocèse et est chargé de cours au Grand Séminaire. Au cours des années 1960, il devient responsable des relations publiques et de l'information de l'archevêché,.
En 1972 il est nommé curé de la paroisse Saint-Charles-Garnier à Sillery (Québec), poste qu'il occupe jusqu'en 1984. 

### L'émission «Monsieur le Bonheur»
À la demande des autorités diocésaines qui avaient remarqué ses talents de communicateur il se forme en animation radiophonique à l'Institut de radio-télévision. Quand, en 1963, le propriétaire de la station de radio CJLR, Jacques Laroche, demande à l'archevêché de lui proposer un prêtre qui viendrait livrer un message quotidien à la radio, le nom de Jean-Marie Brochu est tout de suite proposé. Ce billet quotidien, qui est appelé « Monsieur le Bonheur », débute le 23 juin 1963 et est diffusé jusque dans les années 2010. Au total, l'abbé Brochu écrit et enregistre plus de 13 500 billets de deux minutes diffusés sur CJLR (devenu CJRP en 1969) puis sur tout le réseau Radiomutuel à partir de 1970. À la fermeture de CJRP en 1994, l'émission passe à la station CHRC.

### Le Noël du Bonheur
En 1963, l'abbé Brochu prend conscience de la solitude vécue par les personnes âgées et les malades chroniques vivant en institution. Profitant de sa présence quotidienne à la radio, il organise une collecte de fonds pour offrir à l'occasion de Noël des petits cadeaux aux patients de l'hôpital Saint-Augustin, institution pour malades chroniques située à Courville, près de Québec. Après s'être adressée à cette seule institution jusqu'en 1977,, l'activité prend de l'ampleur en termes de nombre de personnes et d'institutions qui bénéficient de la générosité du public. En 1978, un radiothon, diffusé à CJRP, est présenté pour la première fois dans un centre commercial et dure huit heures. En 1979, plus de 1 000 bénéficiaires de six institutions de la région de Québec sont rejoints grâce aux sommes recueillies lors d'un radiothon où de nombreuses vedettes participent, en premier lieu Michel Louvain qui aura une longue association avec le Noël du Bonheur. Participent également à cette édition René et Nathalie Simard, Zachary Richard, Patrick Norman, Martin Stevens, Paolo Noël et plusieurs autres. L'année suivante, le radiothon devient un télé-radiothon qui est diffusé, en plus de CJRP, sur une station de télévision communautaire. Sa durée passe de 12 heures à 24 heures, et le nombre d'institutions visitées par les bénévoles passe à 17. 
En 1981, des dirigeants de la station CJRP tentent d'écarter l'abbé Brochu et son organisme « Le Noël du Bonheur » de leurs ondes afin d'utiliser l'argent recueilli au radio-téléthon à des fins différentes de celles voulues par celui-ci,. La collaboration du Noël du Bonheur avec CJRP est cependant rétablie l'année suivante.
Le radio-téléthon se poursuit durant les années 1980 et le début des années 1990, récoltant par exemple en 1987 autour de 250 000 $. L'année suivante, pour le 25e anniversaire de l'œuvre, ce sont plus de 500 000 $ qui sont recueillis lors du radio-téléthon où Suzanne Lapointe se joint à Michel Louvain pour l'animation. Le nombre d'institutions visitées passe à 46 en 1987, à 85 en 1989 et à 128 en 1994. Cependant l'abbé Brochu abandonne en 1994 la formule des radio-téléthons, principalement à cause de l'augmentation des coûts de production, pour passer à d'autres modes de financement, dont une croisière-bénéfice annuelle devant Québec sur le MV Louis-Jolliet. 
L'œuvre appelée Le Noël du Bonheur a pour mission de visiter les personnes qui entrent dans un centre hospitalier pour ne plus en sortir. Le Noël du Bonheur aide plus de 8200 patients qui sont hébergés dans 98 résidences des régions de la Capitale-Nationale et Chaudière-Appalaches du Québec. Environ 2500 bénévoles visitent ces personnes régulièrement pour leur organiser des activités qui favorisent leur mobilité. Chaque malade reçoit du Noël du Bonheur 3 cadeaux par année : à son anniversaire, à la fête des mères ou des pères et à Noël.
Après avoir progressivement laissé l'administration de son œuvre à des administrateurs bénévoles, l'abbé Brochu s'éteint en août 2020 à l'âge de 94 ans.

## Distinctions
- 1981 : Personnalité du mois de septembre, décerné par la Régionale des Jeunes chambres de Québec[17]
- 1983 : Prix annuel de la Caisse populaire de Sillery[28]
- 1999 : Le 29 octobre, prix du Gouverneur général pour l'Entraide[29], remis par Adrienne Clarkson[30].
- 2002 : Médaille du jubilé d'or de la reine d'Élisabeth II[31].
- 2004 : Membre de l'Ordre du Canada[32],[33],[34], remis par Adrienne Clarkson.
- 2011 : Le 29 novembre, médaille de l'Assemblée nationale du Québec, remise par le député de Vanier Patrick Huot en présence du premier ministre Jean Charest[35].
- 2012 : Médaille du jubilé de diamant de la reine d'Élisabeth II[36].
- 2019 : Médaille de la Ville de Québec, décernée par le maire Régis Labeaume[37].